# 미툰 차크라보르티
미툰 차크라보르티(벵골어: মিঠুন চক্রবর্তী, 힌디어: मिथुन चक्रवर्ती, 1950년 6월 16일 ~ )는 인도의 배우이다.